# 가루모역
가루모역(일본어: 苅藻駅, かるもえき)은 일본 효고현 고베시 나가타구에 있는 고베 시영 지하철 가이간 선의 역이다. 역 번호는 K08이다.
역 이미지 주제는 "새 거리, 공원 거리"이다.

## 역 구조
섬식 승강장 1면 2선의 지하역이다. 지하 1층에 개찰구가 있고 지하 2층에 승강장이 있다.
이 역은 주택과 공장이 혼재하는 전형적인 번화가에 위치하고 있다. 주변 마노 지구는 주민 주도의 마을 만들기 활동으로 유명한 지역이며, 그 마을 만들기 활동의 성과로 넓혀진 거리 이름인 공원 거리가 활동의 상징으로 여겨지고 있다. 이에 따라 역 이미지 테마는 '신도심, 공원거리'로 정하여 도심의 이미지 개선도 꾀했다. 역의 디자인은 휴먼 스케일의 도심 거리를 현대적인 소재를 사용해 표현했다. 콘코스는 벽면 상부는 흰색 도판, 하부는 모자이크 타일로 도심의 벽을 표현했다. 또한 개찰구 앞 공간을 넓게 확보하여 역의 중심부에 배치하여 휴식과 만남을 위한 만남의 공간으로 만들어 이용객이 친근하게 다가갈 수 있도록 했다. 이 만남의 광장 주변에는 아트갤러리 메시지 보드를 설치해 지역 마을 만들기 활동에 활용할 수 있도록 했다. 홈은 맞은편 벽을 현대적 판자벽으로 배치하고, 바닥은 테라조 타일, 돌, 타일을 사용해 거리의 이미지를 도입했다. 또한, 주변 도로가 좁기 때문에 출입구는 도로에서 세팅백을 두어 자전거 주차장으로 활용할 수 있도록 배려했다.
가이간선 승무원이 소속되어 있는 가조 승무구역을 병설하고 있어 일부 열차는 이 역에서 승무원이 교대한다.

### 승강장
| 1 | 가이간 선 | 산노미야하나도케이마에 방면 |
| 2 | 가이간 선 | 신나가타 방면               |

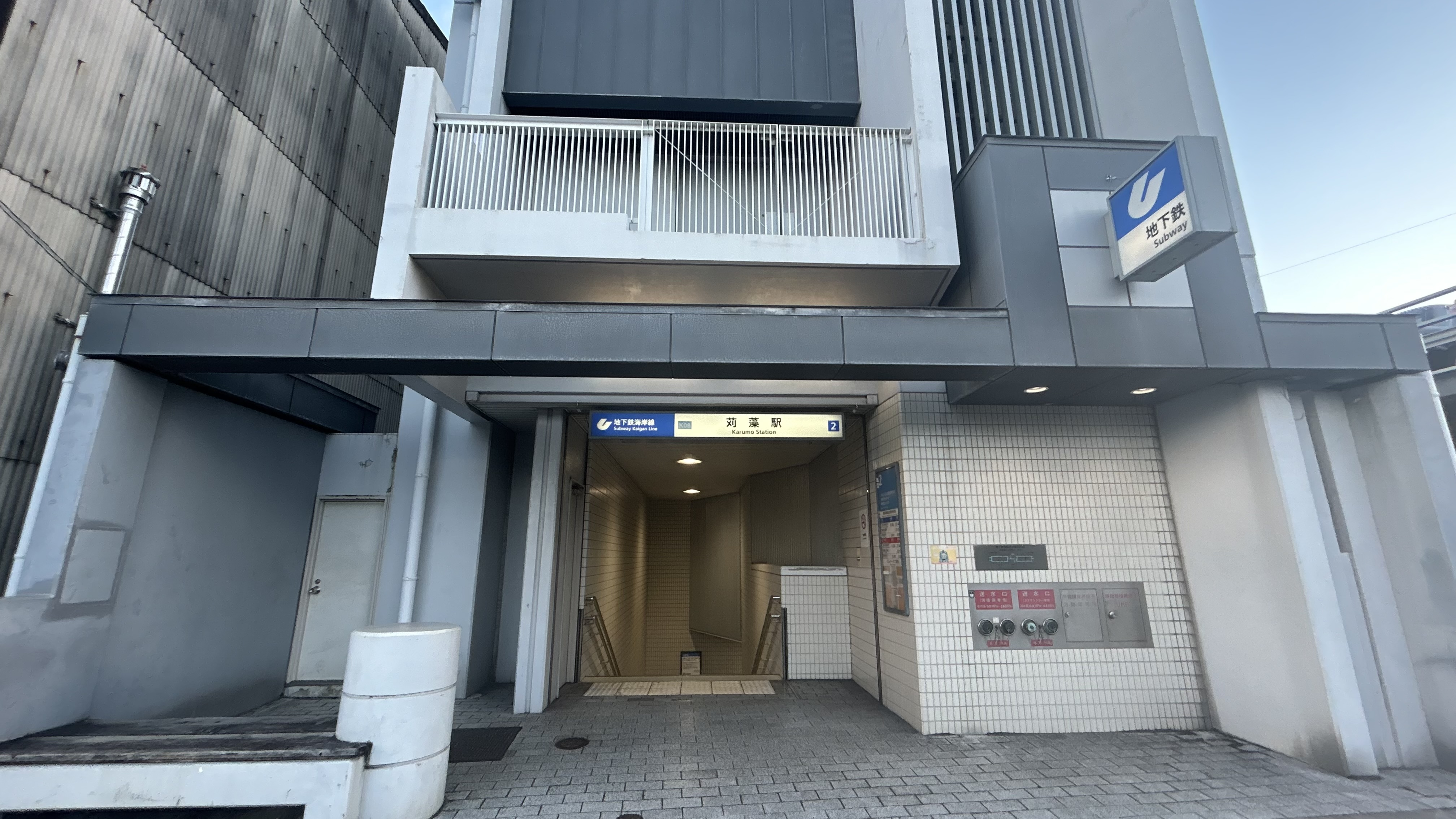
2번 출입구
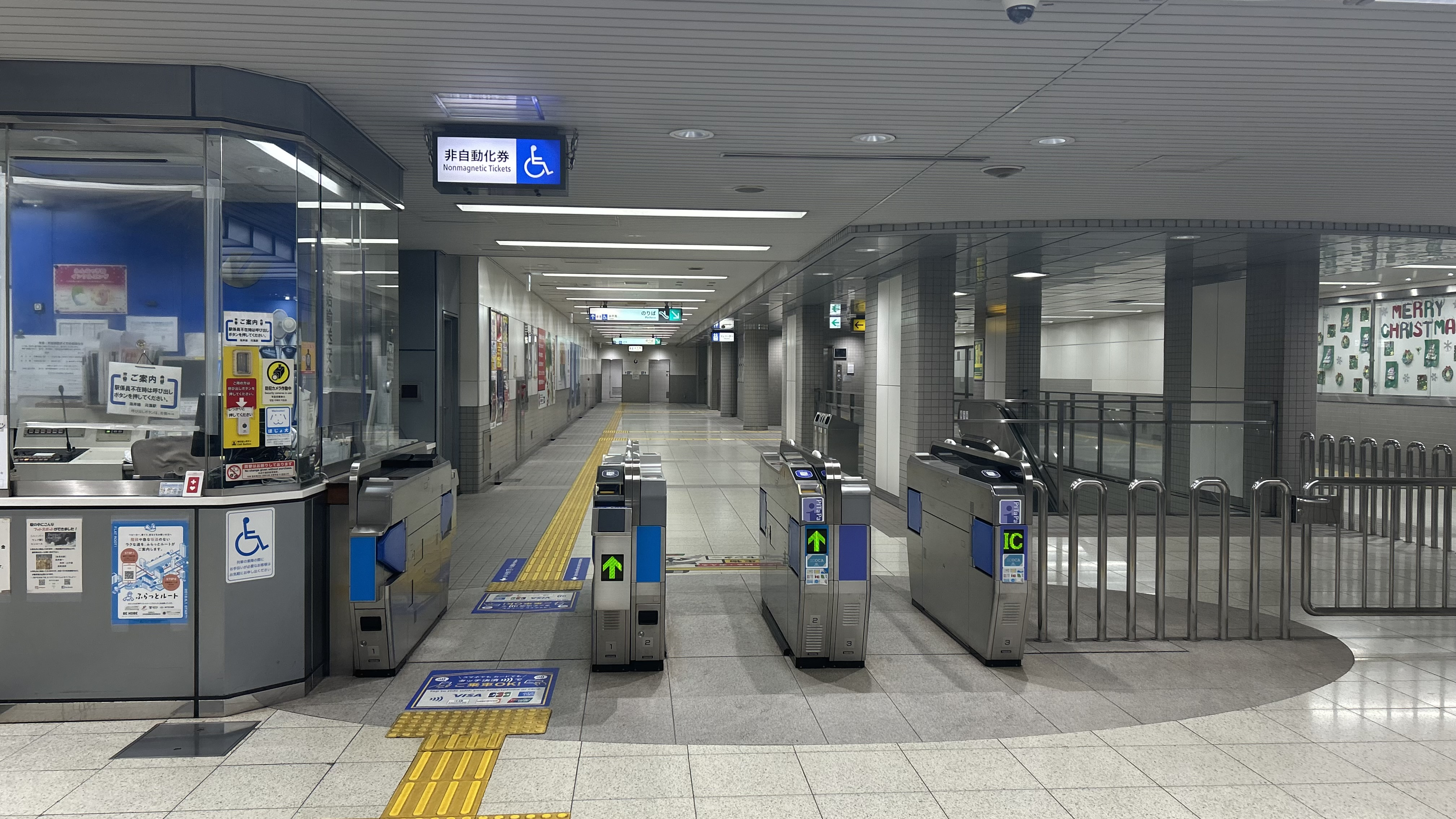
개찰구
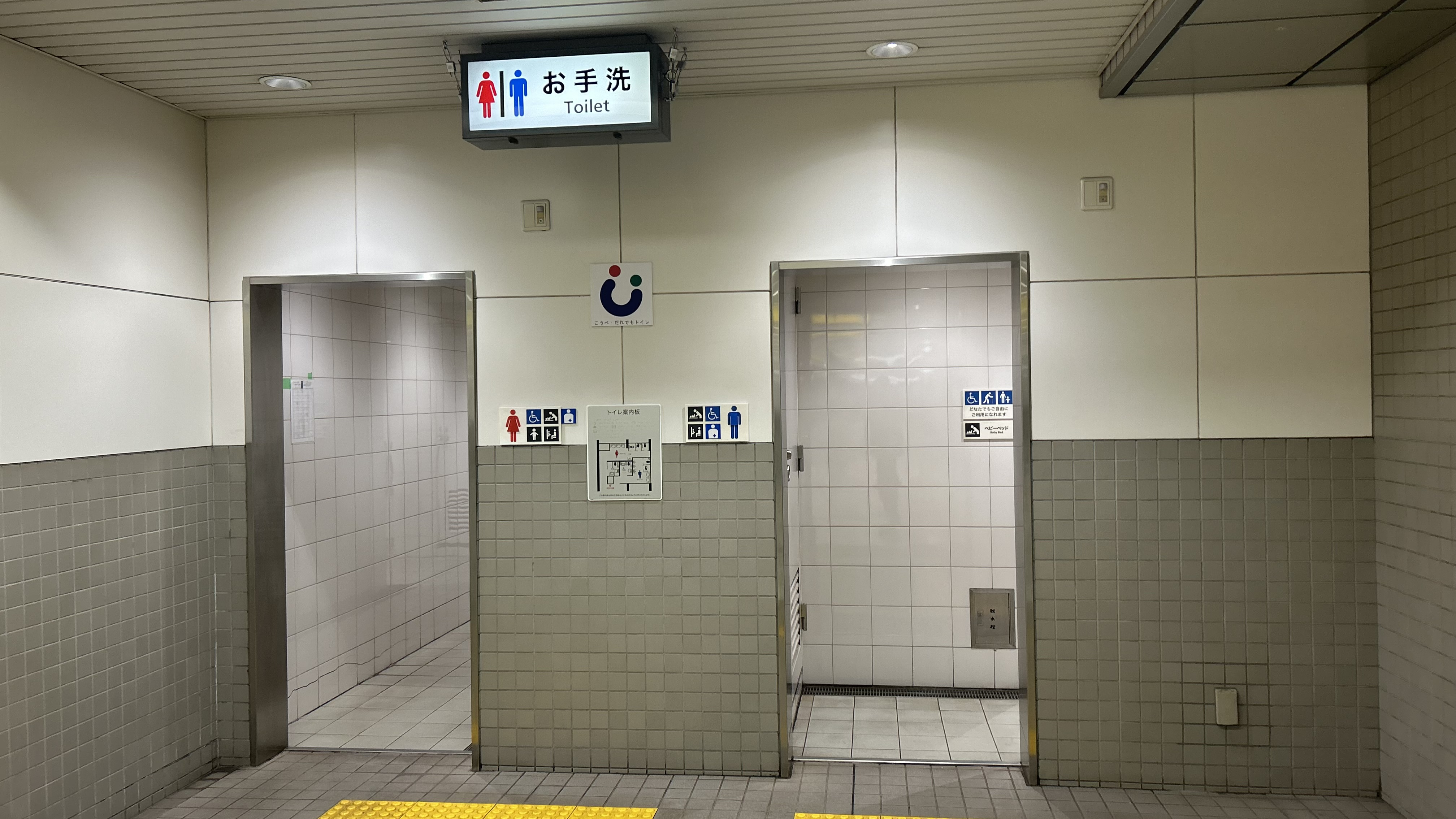
화장실

## 역 주변
- 미쓰보시 벨트 본사
- 고베 시 중앙 도매 시장 서부 시장
- 이온 쇼핑센터

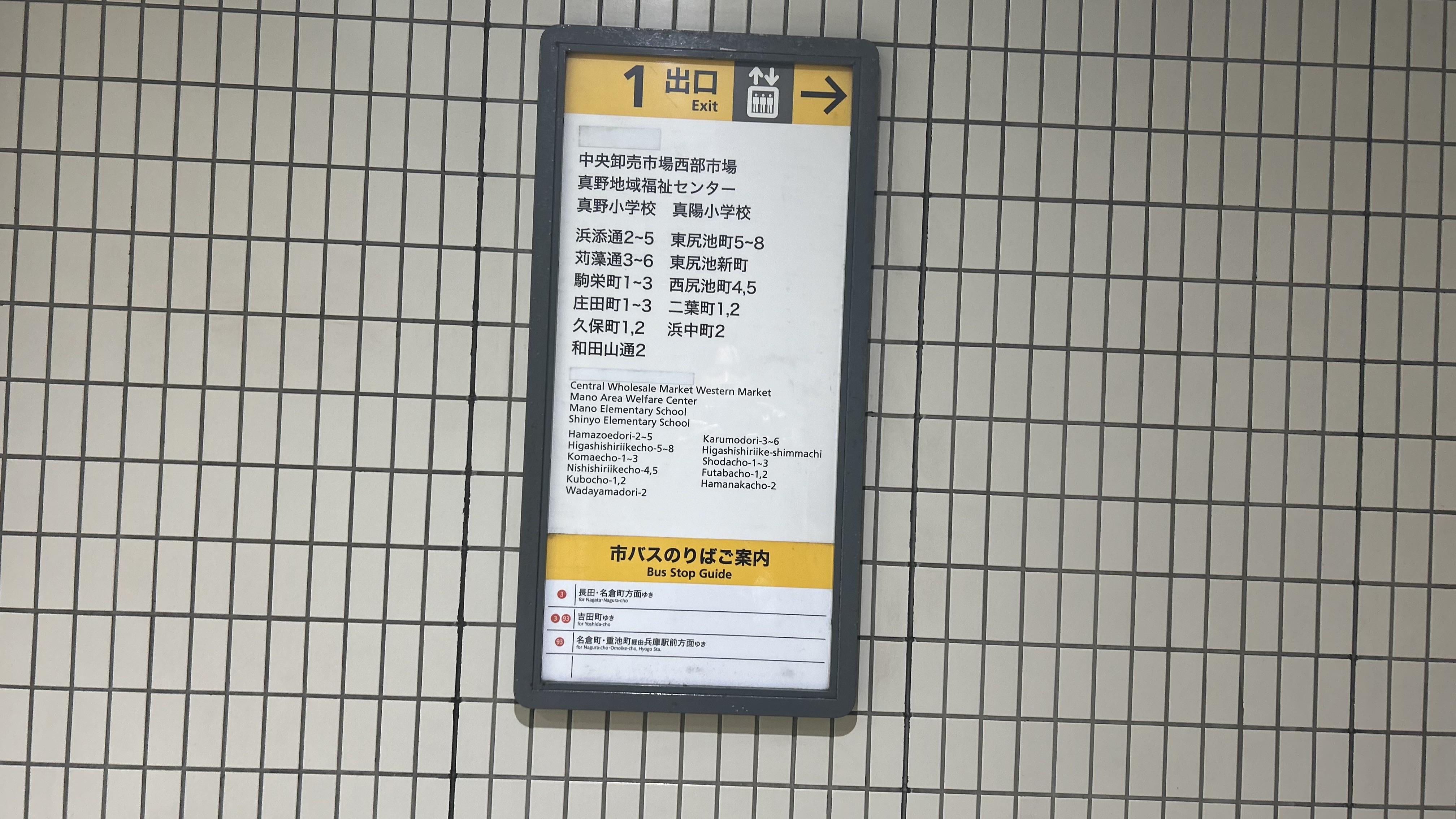
1번 출구 안내
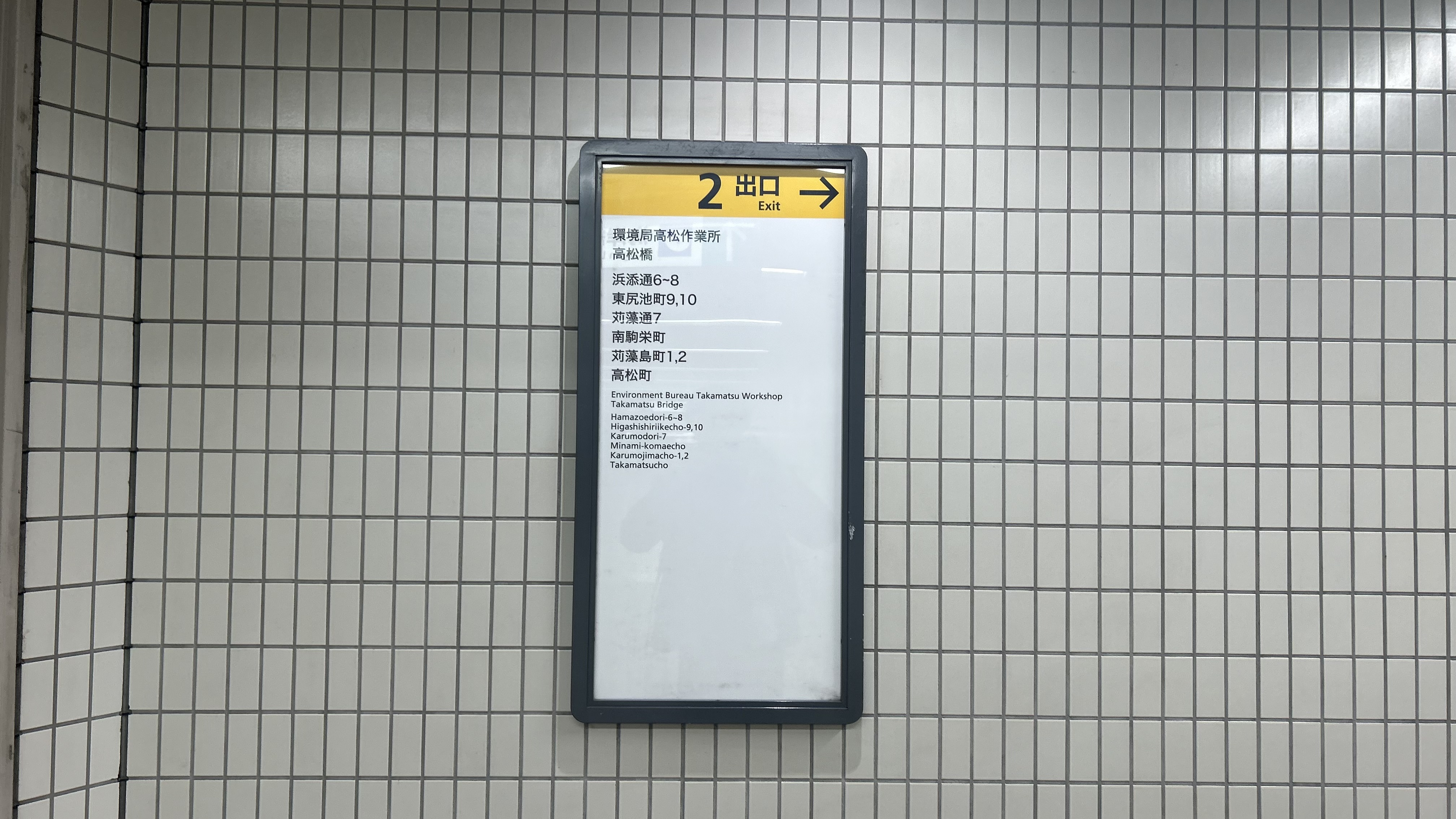
2번 출구 안내

## 역사
- 2001년 7월 7일: 영업 개시.

## 인접역
| 고베 시 교통국 가이간 선                    | 고베 시 교통국 가이간 선 | 고베 시 교통국 가이간 선        |
| ------------------------------------------- | ------------------------ | ------------------------------- |
| K 07 미사키코엔 산노미야하나도케이마에 방면 |                          | 고마가바야시 K 09 신나가타 방면 |